# Popotlán
Popotlán är en ort i Mexiko.   Den ligger i kommunen Temoac och delstaten Morelos, i den sydöstra delen av landet, 80 km sydost om huvudstaden Mexico City. Popotlán ligger 1 582 meter över havet och antalet invånare är 869.
Terrängen runt Popotlán är platt åt sydväst, men åt nordost är den kuperad. Runt Popotlán är det ganska tätbefolkat, med 155 invånare per kvadratkilometer. Närmaste större samhälle är Cuautla Morelos, 18,5 km väster om Popotlán. Omgivningarna runt Popotlán är en mosaik av jordbruksmark och naturlig växtlighet.